# Gerold Meyer (Benediktiner)

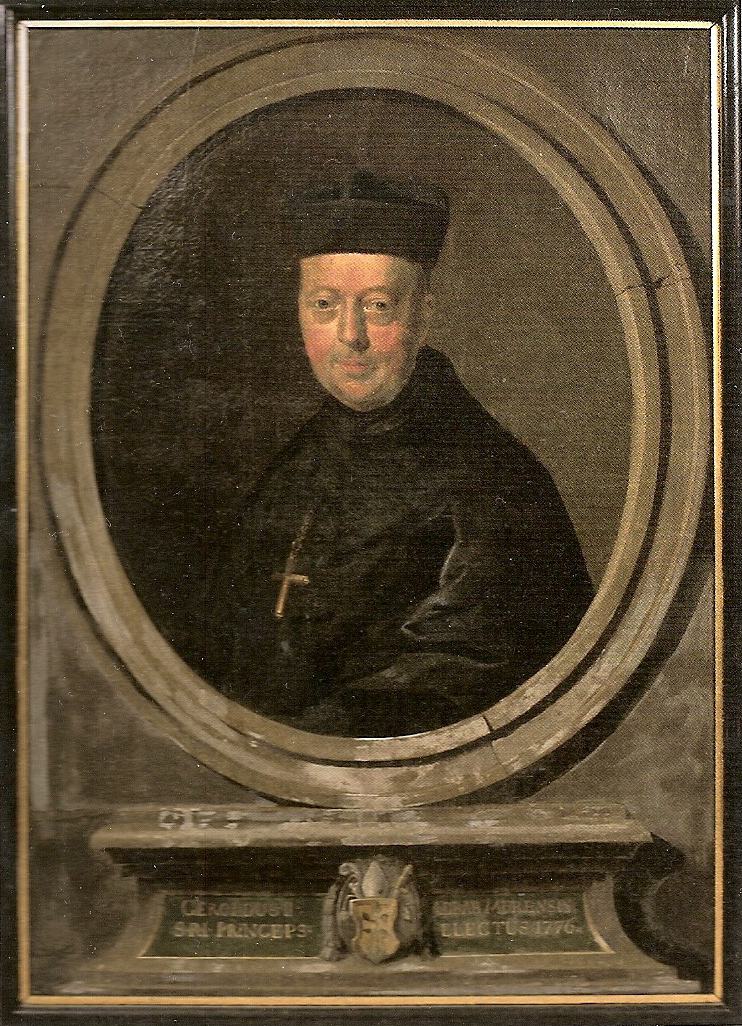
Gerold Meyer (1784)

Gerold Meyer (* 13. Mai 1729 in Luzern als Franz Anton Christoph Meyer; † 15. Februar 1810 in Muri) war ein Schweizer Benediktinermönch. Von 1776 bis 1803 war er Fürstabt, danach bis zu seinem Tod Abt des Klosters Muri in den Freien Ämtern (im heutigen Kanton Aargau).

## Biografie
Die Geschichtsschreibung führt Meyer bisweilen mit dem Zusatz «von Schauensee». Obwohl er tatsächlich diesem Luzerner Adelsgeschlecht entstammte, benutzte er selbst nie diesen Namensteil. Seine Eltern waren der Politiker (Mitglied des Kleinen Rats) Joseph Leodegar Valentin Meyer (1696–1765) und Barbara Benigna, geb. Keller (1696–1778), deren Vater der Tagsatzungsgesandte Anton Leodegar Keller war. Zwei seiner Brüder erlangten ebenfalls Bekanntheit: Bernhard als Abt des Klosters Rheinau und Joseph Rudolf Valentin als Landvogt, Regierungsrat und Schriftsteller. Meyer studierte an der Luzerner Jesuitenschule und an der Klosterschule von Muri. 1746 legte er die Profess ab, die Priesterweihe folgte 1752. Anschliessend war er als Professor der Theologie tätig, ab 1756 als Archivar und Bibliothekar, ab 1757 auch als Novizenmeister. Von 1761 bis 1776 amtierte er in den Herrschaften am Neckar als Statthalter der Abtei.
Am 19. Juni 1776 erfolgte Meyers Wahl zum fünften Fürstabt von Muri. Von 1782 bis 1792 war er einer der Visitatoren der Schweizerischen Benediktinerkongregation. 1788 kamen an der Klosterbibliothek Risse zum Vorschein. Valentin Lehmann, Hofarchitekt des Fürsten Joseph Maria von Fürstenberg, erhielt vom Abt den Auftrag, einen neuen Ost- und Südflügel im klassizistischen Stil zu errichten. Die Bauarbeiten begannen 1789 und waren neun Jahre später abgeschlossen. Damit konnten die drängendsten Platzprobleme gelöst werden. Die Kosten beliefen sich auf fast 520.000 Gulden. Der geplante Neubau des Westflügels und der Kirchtürme gelangte nicht mehr zur Ausführung, da sich die politischen Ereignisse überschlugen.
Der Franzoseneinfall zu Beginn des Jahres 1798 fegte die alte Ordnung hinweg und Meyer entschloss sich zu fliehen. Zusammen mit zwei Ordensbrüdern und seinem Bruder, dem Abt von Rheinau, begab er sich zunächst in die rheinauische Statthalterei Ofterdingen. Im Juni reiste er weiter ins Schloss Glatt am Neckar. Doch bald darauf stiessen die Franzosen bis nach Ulm vor, so dass die Gebrüder Meyer und der Abt von St. Blasien nach Berchtesgaden flohen, wo sie bis Juni 1800 blieben. Aufgrund der unsicheren Lage setzte sich die Flucht fort, bis sie schliesslich im Dezember 1800 in Znaim in Mähren endete. Ein halbes Jahr nach Inkrafttreten der Mediationsakte kehrte Meyer im August 1803 nach Muri zurück.
Im Vorgriff auf den Reichsdeputationshauptschluss nahm das Fürstentum Hohenzollern-Sigmaringen am 2. November 1802 fast die gesamte Muri-Herrschaft am Neckar in Besitz (das spätere Oberamt Glatt), ein kleiner Teil gelangte an das Herzogtum Württemberg. Die Abtei erhielt keine Entschädigung und Meyer verlor den Titel eines Fürstabtes. Fürst Anton Aloys von Hohenzollern-Sigmaringen zwang ihn ausserdem dazu, auf eine Schuldverschreibung in der Höhe von 57.000 Gulden zu verzichten. Der Gesamtverlust betrug insgesamt 950.000 Gulden. Die Abtei versuchte auf juristischem Wege, eine angemessene Entschädigung zu erhalten, doch erst 1830 sollte in einem Vergleich die geringe Summe von 70.000 Gulden vereinbart werden.
Die französische Besatzung und die staatliche Verwaltung während der Zeit der Helvetischen Republik hatten der Abtei auch in der Schweiz grosse Verluste beschert. Im 1803 entstandenen Kanton Aargau durften die Klöster ihre Güter wieder frei verwalten, andererseits konnten sich die Bauern nun von Zinsen und Zehnten freikaufen. Um den beträchtlichen finanziellen Schaden wenigstens teilweise auszugleichen, veranlasste Meyer 1807 den Verkauf der Herrschaften Sandegg und Eppishausen im Kanton Thurgau.